# Prionyx semistriatus
Prionyx semistriatus là một loài côn trùng cánh màng trong họ Sphecidae, thuộc chi Prionyx. Loài này được Schrottky miêu tả khoa học đầu tiên năm 1920.